# Buick Riviera Classic
Il Buick Riviera Classic è stato un torneo femminile di tennis che si disputava a Las Vegas negli USA su campi in cemento indoor. Il torneo è stato disputato una sola volta, nel 1980 e faceva parte del circuito WTA.

## Albo d'oro

### Singolare
| Anno | Campionessa   | Finalista       | Punteggio     |
| ---- | ------------- | --------------- | ------------- |
| 1980 | Andrea Jaeger | Hana Mandlíková | 7-5, 4-6, 6-3 |

### Doppio
| Anno | Campionesse             | Finalista                       | Punteggio     |
| ---- | ----------------------- | ------------------------------- | ------------- |
| 1980 | Kathy Jordan Anne Smith | Martina Navrátilová Betty Stöve | 2-6, 6-4, 6-3 |